# Coordinadora Arauco Malleco
La Coordinadora de Comunitats en Conflicte Arauco Malleco, més coneguda com a Coordinadora Arauco Malleco (CAM) és una organització política maputxe de naturalesa indigenista, el braç armat de la qual són els denominats Òrgans de Resistència Territorial (ORT), que realitza diverses accions de sabotatge, fet pel qual alguns actors li han atorgat la qualificació de «grup terrorista».
Fundada al febrer de 1998 a Tranaquepe, la CAM empra l'acció directa com una eina legítima per aconseguir l'objectiu polític de la recuperació i la independència dels territoris ancestrals del poble maputxe per sobre de la jurisdicció de l'Estat xilè. És acusada de cometre atemptats incendiaris contra la propietat pública i privada, especialment d'empreses forestals, a les regions del Bío-Bío i l'Araucania, a més de «recuperacions» de terres mitjançant la presa i ocupació de fundos («latifundis») que reclamen com a «territoris maputxes usurpats», i pels seus enfrontaments contra carabiners amb armes de foc.

## Antecedents
El 1996, algunes comunitats maputxes van formar la Coordinadora Territorial Lafkenche. El 1998, va sorgir el conflicte de Traiguén seguit de la posterior realització d'una trobada de comunitats i un guillatún («pregària») maputxe. En aquesta trobada van participar les comunitats en conflicte d'Arauco i Lumaco, la Coordinadora Maputxe de Santiago i l'Organització Maputxe Meli Wixan Mapu de Santiago de Xile. També es van sumar dirigents pertanyents a comunitats de Collipulli. Durant aquesta trobada es va plantejar la idea de realitzar una nova junta a Tranaquepe només amb les comunitats maputxes en conflicte. En un moment de la reunió, va sorgir la idea de formar la coordinadora que van denominar Coordinadora Maputxe de Comunitats en Conflicte Arauco Malleco.
Weftún, porveu oficial de la coordinadora, assenyala que «els lonko, werkén, persones i organitzacions que havien demostrat el seu compromís amb la lluita reivindicativa, van assentir a l'uníson, dient, ¡formem la coordinadora!».
En una de les primeres declaracions sorgides des de l'organització, transcrita en una publicació del Front Patriòtic Manuel Rodríguez, s'indicava que «és necessari emprendre una lluita d'alliberament. Però perquè això sigui possible és necessari primer crear una correlació de forces que s'expressi en el social, polític, cultural, econòmic i militar (...) Si en un futur no es produeixen els canvis necessaris respecte d'un Estat que nosaltres denominem opressor tindrà lloc necessàriament una etapa d'Alliberament Nacional, i això en el pla polític, cultural, econòmic i també en el militar».

## Activitats
La coordinadora va realitzar reunions de treball juntament amb altres organitzacions socials, com una trobada amb el sindicat de treballadors forestals el 1999. Les seves activitats van tenir una significativa cobertura periodística. Així mateix, van continuar les trobades amb diferents comunitats en conflicte, essent aquesta una de les seves principals activitats.
El 2000, la Coordinadora Maputxe de Santiago es va escindir de la coordinadora. El març de 2001, Meli Wixan Mapu va sol·licitar un recés per a reincorporar-se de nou l'octubre del mateix any. Finalment, el 2003, diferències en l'anàlisi sobre la situació de les mobilitzacions maputxe va distanciar Meli Wixan Mapu de la CAM.
En les dècades de 2000 i 2010, ha estat acusada pels tribunals de justícia d'operacions terroristes i alguns dels seus membres han estat empresonats per associació il·lícita. No obstant el fet que les vinculacions entre les FARC i la CAM van ser considerades falses, existeixen informes de l'Agència Nacional d'Intel·ligència que indiquen que aquests llaços efectivament existirien. Per la seva banda, el fiscal Emiliano Arias va investigar aquest vincle assenyalant que membres de la CAM van entrenar en campaments de les FARC.

## Missió
La Coordinadora ha realitzat el següent pronunciament sobre llur propòsit:
| « | Plantegem, a més, la reconstrucció del Poble Nació Maputxe a través de la conquesta d'espais territorials autònoms, on s'exerceixi poder maputxe polític i econòmic, i on es revitalitzin tots els aspectes de la nostra cultura. | » |

## Control territorial
Durant els anys d'activitat de la CAM, comunitats maputxes de la VIII i IX regions de Xile han usat mètodes tant violents com a pacífics per prendre el control de 17 mil hectàrees de terres fins llavors en mans d'empreses forestals i latifundistes. Per a la CAM i els seus defensors, aquestes accions són considerades actes de recuperació de les terres usurpades a les comunitats maputxes, mentre que les empreses forestals afectades veuen aquests actes com accions de grups violents de caràcter terrorista. Part d'aquestes accions de control territorial han estat impulsades directament per la CAM, mentre que altres han estat realitzades de forma espontània per les mateixes comunitats en conflicte. El control territorial i l'autonomia són les bases de l'estratègia organitzativa de la CAM, darrere de l'anomenat «procés d'alliberament nacional maputxe».
Fins a l'any 2008, la CAM s'havia adjudicat 115 accions en predis forestals i havia realitzat 59 operacions incendiàries a vehicles i enfrontaments amb els carabiners, agricultors i personal judicial, a més de 39 intents de preses de terreny, la majoria sense èxit. El gener de 2012, el ministre d'interior Rodrigo Hinzpeter va atribuir a la CAM els incendis forestals que es desenvolupaven a l'Araucania invocant la Llei Antiterrorista.